# Platteville (Wisconsin)
Platteville is een plaats (city) in de Amerikaanse staat Wisconsin, en valt bestuurlijk gezien onder Grant County.

## Demografie
Bij de volkstelling in 2000 werd het aantal inwoners vastgesteld op 9989. In 2006 is het aantal inwoners door het United States Census Bureau geschat op 9748, een daling van 241 (-2,4%).

## Geografie
Volgens het United States Census Bureau beslaat de plaats een oppervlakte van 10,9 km², geheel bestaande uit land. Platteville ligt op ongeveer 300 m boven zeeniveau.

## Plaatsen in de nabije omgeving
De onderstaande figuur toont nabijgelegen plaatsen in een straal van 20 km rond Platteville.

## Geboren
- Herbert Spencer Gasser (1888-1963), fysioloog en Nobelprijswinnaar (1944)